# Camillo Tarquini
Pour les articles homonymes, voir Tarquini.
 Camillo Tarquini , né le 27 septembre 1810 à Marta, dans l'actuelle province de Viterbe, dans le Latium, alors dans les États pontificaux, et décédé le 15 février 1874 à Rome) est un prêtre jésuite italien, canoniste et archéologue. Il fut créé cardinal en décembre 1873, deux mois avant sa mort.

## Biographie
Né à Marta, près de Montefiascone, Tarquini était déjà docteur en droit canon lorsque, à l'age de 27 ans il entra au noviciat de la Compagnie de Jésus (le 27 août 1837). Sa formation terminée il enseigne le droit canon à l’université grégorienne récemment rendue à la Compagnie de Jésus. Il en occupera la chaire de Droit canon durant près de vingt ans. Il donne également des conférences sur l'Écriture sainte dans l’église du Gesu. Apprécié pour sa clarté et la solidité de sa doctrine il est parmi les premiers collaborateurs de la revue La Civiltà Cattolica qui vient d’être fondée.
Camillo Tarquini est conseiller auprès de diverses congrégations romaines. Outre le droit canon Tarquini se fait également un nom dans le domaine archéologique. Il écrit plusieurs livres et articles sur la civilisation étrusque. et composa même une grammaire et un dictionnaire de la langue étrusque.
Le pape Pie IX le crée cardinal-diacre lors du consistoire du 22 décembre 1873. Camillo Tarquini meurt deux mois plus tard, le 15 février 1874.

## Sources
- Fiche du cardinal sur le site fiu.edu